# Frane Nonković

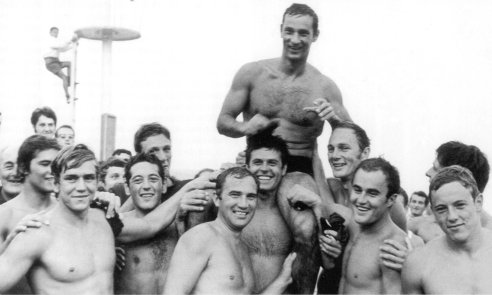
Frane Nonković auf den Schultern seiner Mitspieler (1970)

Franjo „Frane“ Nonković (* 25. April 1939 in Metković; † 5. September 2023) war ein jugoslawischer Wasserballspieler. Er gewann bei Olympischen Spielen eine Silbermedaille und bei Europameisterschaften eine Silbermedaille.

## Karriere
Der 1,79 Meter große Frane Nonković spielte in Zadar, Dubrovnik und Belgrad, bevor er zu VK Primorje Rijeka wechselte, wo er den größten Teil seiner Karriere verbrachte.
1961 bei der Universiade in Sofia gewann Nonković mit der jugoslawischen Studentenauswahl. Im Jahr darauf nahm er mit der Nationalmannschaft an der Europameisterschaft in Leipzig teil. Vier Mannschaften erreichten die Endrunde, die Ungarn gewannen vor den Jugoslawen sowie den Mannschaften aus der Sowjetunion und aus der DDR. 1963 bei den Mittelmeerspielen in Neapel wurden die Jugoslawen Zweite hinter den Gastgebern. Bei den Olympischen Spielen 1964 in Tokio wurde Nonković in vier Spielen eingesetzt. Die jugoslawische Mannschaft gewann sechs ihrer sieben Spiele, das Spiel gegen die Ungarn endete 4:4. Die Ungarn gewannen die Goldmedaille wegen der besseren Tordifferenz vor den Jugoslawen.